# Дмитриевский, Владимир Фёдорович
Владимир Фёдорович Дмитриевский (1876 год, Новгородская губерния — 1918 год, Семиреченская область) — священник Русской православной церкви, в 2000 году включён в Собор новомучеников и исповедников Российских.

## Биография
Родился в 1876 году в Новгородской губернии в семье псаломщика. Окончил два класса Новгородской духовной семинарии, 1 октября 1884 года устроился учителем в школу села Кувизино Валдайского уезда.
25 марта 1895 года направлен в Туркестанскую епархию на службу псаломщиком в Троицкой церкви села Колпаковское Лепсинского уезда. 4 октября 1902 года переведён псаломщиком в город Пишпек. Рукоположён в диакона 18 июня 1903 года Туркестанским и Ташкентским епископом Паисием (Виноградовым). Рукоположён в иерея 22 сентября 1903 года, назначен к Ильинской церкви в Арасан-Копале Семиреченской области. Также преподавал закон божий в Копальском женском училище. В 1910 году служил настоятелем Никольской церкви в станице Копальской. В 1914 году награждён набедренником. В 1917 году исполнял обязанности благочинного Копальского округа.
В 1918 году убит при столкновении крестного хода с большевистской демонстрацией. Похоронен на Копальском кладбище в братской могиле, в 2003 году над могилой установлен поклонный крест.

## Канонизация
В 2000 году решением Архиерейского юбилейного Собора по представлению Алма-Атинской епархии был включён в Собор новомучеников и исповедников Российских.